# Ettore Giannini
Ettore Giannini (Nápoles, 15 de diciembre de 1912 – Massa Lubrense, 15 de noviembre de 1990) fue un guionista y director de cine italiano, dirigió ocho películas entre 1940 y 1967.

## Filmografía seleccionada[2]
- L'angelo bianco (1943)
- Gli uomini sono nemici (1948)
- Europa '51 (1952 - actor)
- Processo alla città (1952 - guionista)
- Carosello napoletano (1954 - director y guinoista)
- Colpo maestro al servizio di Sua Maestà britannica (1967 - guionista)